# Сейди Синк
Сейди Елизабет Синк (на английски: Sadie Elizabeth Sink) е американска актриса.
След като участва в мюзикъла на Бродуей „Ани“ в титулярна главна роля, Синк получава преломните си роли като Макс Майфилд в научнофантастичния телевизионен сериал „Странни неща“ и като Зиги Берман във филмовата трилогия на ужасите „Улица на страха“. Тя играе водеща роля в романтичната драма на Тейлър Суифт „Всичко твърде добре: късометражният филм“ и е готова да участва в психологическия драматичен филм „Китът“. Нейните отличия включват номинации за 2 награди на екранните актьори и 2 филмови награди на Ем Ти Ем.

## Кариера
Синк е родена в Бренхам, Тексас. Тя има трима по-големи братя и по-малка сестра. Тя е веган. Сред първите ѝ професионални роли са пиеси в Театъра под звездите в Хюстън по време на сезон 2011 – 2012. Тя участва в музикалната продукция на Ървинг Бърлин „Бяла Коледа“ и главна роля в „Ани“. Тя прави своя бродуейски дебют в пети клас като част от оригиналния актьорски състав на „Annie revival“. Докато все още участва в пиесата, тя се появява в сериал „Американците“ като Лана.
През 2015 г. тя участва с Хелън Мирън в постановката „Публиката“ на Бродуей, като младата Елизабет II. Също така е имала малка роля в „Чък“ като Кимбърли. Играе несъществена роля в драматичния филм „Стъкленият замък“ като младата Лори Уолс. През 2017 г. Синк влиза в образа на Макс, почитателка на скейтборда от домакинство, в което се упражнява насилие, в сериала на Netflix „Странни неща“. През 2018 г. Синк си сътрудничи с Руни Мара, Сия, Хоакин Финикс и Кат фон Д, за да разкажат документалния филм на Крис Делфорс, базиран на правата на животните.
Синк излиза на модния подиум за пръв път през 2018 по време на парижката модна седмица. Въпреки че по принцип най-младата възраст за участие като модел е 16, Синк става на 15. Тя е била модел на много марки включително Kate Spade, Vogue, L'Officiel Paris, Chanel и Givenchy Beauty.
През октомври 2019 г. Синк участва във филма на ужасите на Netflix „Илай“. През 2021 играе главната роля Кристин „Зиги“ Берман в триологията „Улица на страха“. Появява се и в „Улица на страха, част втора: 1978“ и „Улица на страха, част трета: 1666“. Представянето ѝ в първата част предизвиква похвалата на критиците, а Ловия Гяркие „Холивуд Рипортър“ пише, че заковала безразсъдното и капризно тийнейджърско поведение и никой друг не можел да се сравни с нея. Синк играе водещата роля на Тес Денунцио на предстоящата драма „Скъпа Зоуи“. През ноември 2021 тя играе главната роля във филма на Тейлър Суифт „Всичко твърде добре: късометражният филм“ заедно с Дилън О'Брайън.
Изпълнението на Синк в епизода на сезон 4 на Странни неща „Част четвърта: Уважаеми Били“ получава похвала от критиците.

## Филмография

### Филм
| година | Заглавие                                                                | Роля            | Бележки                           |
| ------ | ----------------------------------------------------------------------- | --------------- | --------------------------------- |
| 2016 г | Chuck „Чък“                                                             | Кимбърли        |                                   |
| 2017 г | The Glass Castle „Стъкленият замък"                                     | Млада Лори Уолс |                                   |
| 2018 г | Dominion„Доминион"                                                      | Разказвач       | Документален филм                 |
| 2019 г | „Илай“                                                                  | Хейли           |                                   |
| 2021 г | Fear Street Part Two: 1978 „Улица на страха, част две: 1978“            | Зиги Берман     |                                   |
| 2021 г | Fear Street Part Three: 1666 „Улица на страха, трета част: 1666“        | Зиги Берман     |                                   |
| 2021 г | All Too Well: The Short Film „Всичко твърде добре: Късометражният филм“ | Няма роля       | Късометражен филм на Тейлър Суифт |
| 2022 г | The Whale „Китът“                                                       | Ели             |                                   |

### Телевизия
| година   | Заглавие                                          | Роля                  | Бележки                                  |
| -------- | ------------------------------------------------- | --------------------- | ---------------------------------------- |
| 2013     | The Americans „Американците“                      | Лана                  | Епизод: „Взаимно гарантирано унищожение“ |
| 2014 г   | Blue Bloods „Синя кръв“                           | Дейзи Карпентър       | Епизод: „Обида за нараняване“            |
| 2015 г   | American Odyssey „Американска Одисея“             | Сузан Балард          | Главна роля (11 епизода)                 |
| 2016 г   | Unbreakable Kimmy Schmidt „Несломимата Кими Шмид“ | Младо момиче          | Епизод: „Кими вижда залез!“              |
| 2017–дос | Странни неща                                      | Максин „Макс“ Майфилд | Главна роля (сезон 2–настояще)           |

### Театър
| година    | Заглавие                      | Роля                                | Място на провеждане     | Бележки    |
| --------- | ----------------------------- | ----------------------------------- | ----------------------- | ---------- |
| 2011 г    | White Christmas „Бяла Коледа“ | Сюзън Уейвърли                      | Театър под звездите     | Регионален |
| 2012 г    | Annie „Ани“                   | Ани                                 | Театър под звездите     | Регионален |
| 2012 г    | Annie „Ани“                   | Ани, Дъфи (редуващи се)             | Палас театър            | Бродуей    |
| 2012 – 13 | Annie „Ани“                   | Ани, Теси, Дъфи и др. (в готовност) | Палас театър            | Бродуей    |
| 2015 г    | The Audience„Публиката“       | Младата кралица Елизабет II         | Театър Джералд Шьонфелд | Бродуей    |

## Отличия
| година | награда                               | Категория                                                                            | Номинирана работа          |
| ------ | ------------------------------------- | ------------------------------------------------------------------------------------ | -------------------------- |
| 2018 г | Награди на Гилдията на актьорите      | Изключително представяне на ансамбъл в драматичен сериал                             | Странни неща               |
| 2018 г | Филмови и телевизионни награди на MTV | Най-добър екип на екрана (с Гатен Матарацо, Фин Улфхард, Кейлъб Маклафин и Ноа Шнап) | Странни неща               |
| 2020 г | Награди на Гилдията на актьорите      | Изключително представяне на ансамбъл в драматичен сериал                             | Странни неща               |
| 2022 г | Филмови и телевизионни награди на MTV | Най-уплашеното изпълнение                                                            | Fear Street: Part Two 1978 |

Всички работи към този момент са номинирани и няма спечелени.

## Препратки
1. ↑  Meet Sadie Sink | ANNIE The Musical. AnnieOnBroadway. 25.04.2013. Архивирано от оригинала на дата 24.08.2021. Посетено на 16.11.2021 – в YouTube.
2. ↑  Sadie Sink Recalls Her First Kiss On Stranger Things!. heatworld. 02.07.2021. Архивирано от оригинала на дата 28.07.2021. Посетено на 16.11.2021 – в YouTube
3. ↑  Kroll, Justin (10.02.2021). "'Watchmen's Hong Chau To Co-Star With Brendan Fraser in Darren Aronofsky's Next Film For A24". Deadline. Посетено на 02.07.2021.
4. ↑  Champion, Lindsay (22.04.2015). „The Audience Stars Elizabeth Teeter & Sadie Sink on Being Queens For the Day & Holding Court with Helen Mirren”. Broadway Buzz. Посетено на 14.10.2016.
5. ↑  Fitz-Gerald, Sean (29.10.2017). "Max on 'Stranger Things 2' Is This 15-Year-Old, Breakout Star". Thrillist. Посетено на 29.10.2017 г.
6. ↑  Petski, Denise (14.10.2016). „'Stranger Things' Netflix Series Adds Two New Regulars, Promotes Two For Season 2”. Deadline Hollywood. Посетено на 14.10.2016.
7. ↑  Fisher, Lauren (11.11.2021). "Sadie Sink's Modelling Career". Harpers Bazaar. Посетено на 11.11.2021.
8. ↑  "'Stranger Things' Actress Sadie Sink, Kelly Reilly Join Horror Film 'Eli' (Exclusive)". Hollywood Reporter. 04.12.2017. Посетено през септември 2020.
9. ↑  Petski, Denise (18.06.2015). „VIDEO: Sneak Peek – THE AUDIENCE's Sadie Sink Stars on NBC's 'American Odyssey'”. Broadway World. Посетено на 14.10.2016.
10. ↑  N'Duka, Amanda (01.04.2019). "'Stranger Things' Star Sadie Sink Joins Fox's 'Fear Street' Trilogy". Deadline Hollywood. Посетено на 28.12.2020.
11. ↑  Gyarkye, Lovia (06.07.2022). "Netflix's 'Fear Street Part 2: 1978': Film Review". The Hollywood Reporter. Посетено на 06.07.2022.
12. ↑  Fear Street Part Two: 1978, посетено на 06.07.2022.
13. ↑  "'Stranger Things' Star Sadie Sink Nabs Lead in Coming-of-Age Drama 'Dear Zoe' (Exclusive) | Hollywood Reporter". www.hollywoodreporter.com. 07.11.2019. Посетено на 11.09.2020.
14. ↑  Taylor Swift – All Too Well: The Short Film. TaylorSwiftVEVO. 12.11.2021. Архивирано от оригинала на 16.11.2021. Посетено на 16.11.2021 – чрез YouTube.
15. ↑  Stranger Things: Season 4, Episode 4, посетено на 01.07.2021.
16. ↑  Davis, Clayton (01.06.2022). "Why Sadie Sink Should Be Running Up That Hill to an Emmy Nomination for 'Stranger Things'". Variety. Посетено на 01.07.2022.
17. ↑  Evans, Greg (05.11.2021). "Taylor Swift Teases New 'All Too Well' Short Film With Dylan O'Brien & Sadie Sink". Deadline. Посетено на 09.11.2021.

## Външни връзки
- Сейди Синк в  Internet Movie Database
- Sadie Sink at Instagram
- Sadie Sink at Twitter